# La Serpent

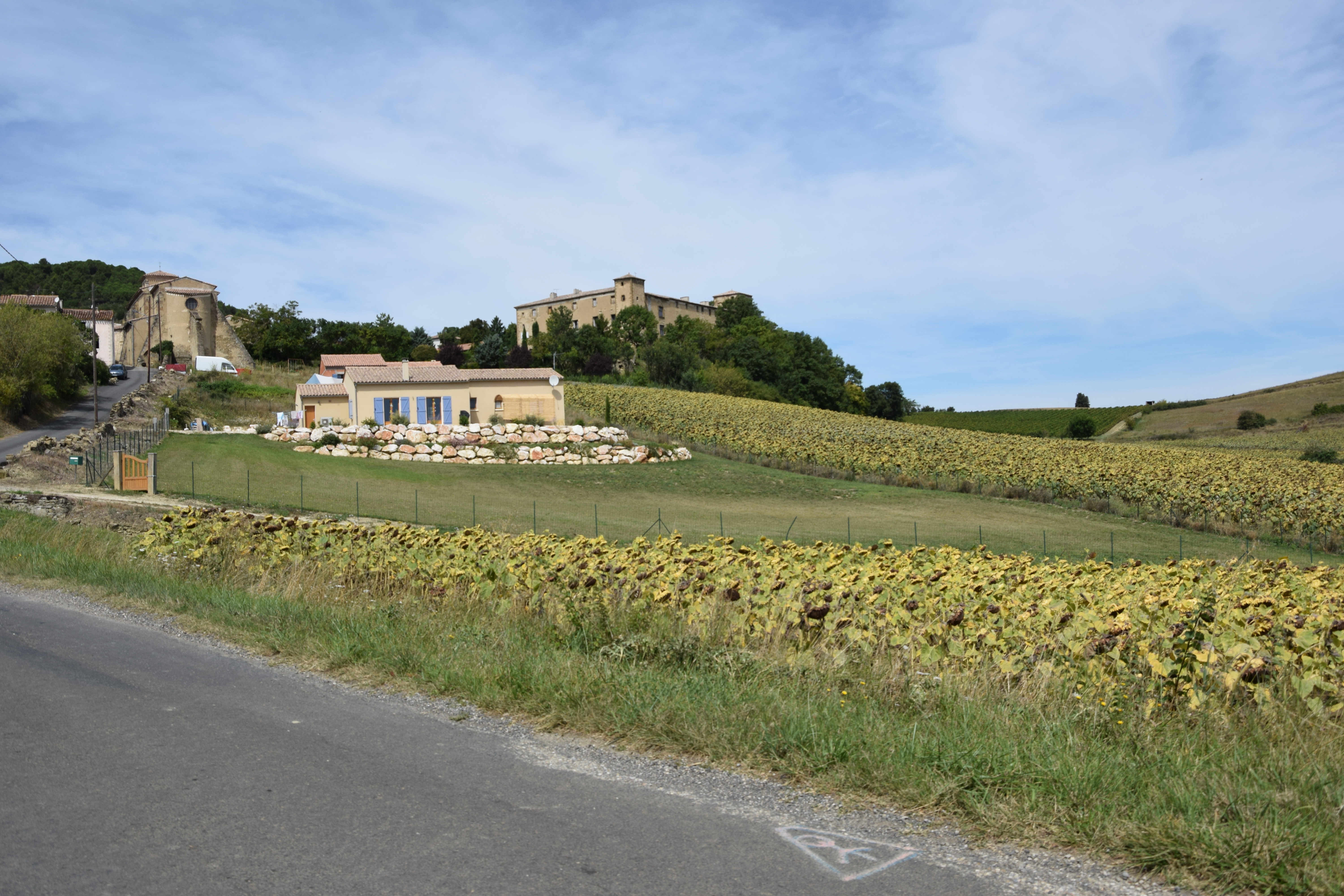
Arrivant par la route, l'entrée du village et l'église, surplombées du château de La Serpent

La Serpent  est une commune française située dans le sud-ouest du département de l'Aude en région Occitanie.
Sur le plan historique et culturel, la commune fait partie du Razès, un pays historiquement très étendu, qui ne se résume aujourd'hui qu'aux collines de la Malepère et au bas Razès au centre et au sud, limité par le pays de Sault. Exposée à un climat océanique altéré, elle est drainée par le ruisseau d'Antugnac et par divers autres petits cours d'eau. 
La Serpent est une commune rurale qui compte 95 habitants en 2022, après avoir connu un pic de population de 352 habitants en 1806. Ses habitants sont appelés les Serpentois et ses habitantes les Serpentoises.
Le patrimoine architectural de la commune comprend un édifice protégé au titre des monuments historiques : le château, inscrit en 1986. Le nom actuel de la commune est issu du Moyen Âge, où le château et la seigneurie de La Serpent étaient appelés en latin : Castrum de Serpente, littéralement : le château, le fort, ou la place forte des Serpents.

## Géographie
Commune située dans le Pays de la haute vallée de l'Aude à 10 km au nord-ouest de Couiza.

### Communes limitrophes
Les communes limitrophes sont  Antugnac, Bouriège, Festes-et-Saint-André, Roquetaillade-et-Conilhac et Val-du-Faby.
|                       | Bouriège    | Roquetaillade-et-Conilhac |
| Festes-et-Saint-André | La Serpent  | Antugnac                  |
|                       | Val-du-Faby |                           |

### Hydrographie
La commune est dans la région hydrographique « Côtiers méditerranéens », au sein du bassin hydrographique Rhône-Méditerranée-Corse. Elle est drainée par le ruisseau d'Antugnac, Rec de Lafage, le ruisseau d'Aïgos Juntos et le ruisseau de Coume Fédière, qui constituent un réseau hydrographique de 6 km de longueur totale,.

### Climat
Pour des articles plus généraux, voir Climat de l'Occitanie et Climat de l'Aude.
En 2010, le climat de la commune est de type climat océanique altéré, selon une étude s'appuyant sur une série de données couvrant la période 1971-2000. En 2020, Météo-France publie une typologie des climats de la France métropolitaine dans laquelle la commune est exposée à un climat de montagne ou de marges de montagne et est dans la région climatique Pyrénées orientales, caractérisée par une faible pluviométrie, un très bon ensoleillement (2 600 h/an), un air sec, particulièrement en hiver et peu de brouillards.
Pour la période 1971-2000, la température annuelle moyenne est de 12,5 °C, avec une amplitude thermique annuelle de 15,4 °C. Le cumul annuel moyen de précipitations est de 880 mm, avec 10,1 jours de précipitations en janvier et 5,4 jours en juillet. Pour la période 1991-2020, la température moyenne annuelle observée sur la station météorologique la plus proche, située sur la commune de Granès à 9 km à vol d'oiseau, est de 13,5 °C et le cumul annuel moyen de précipitations est de 724,6 mm,. Pour l'avenir, les paramètres climatiques de la commune estimés pour 2050 selon différents scénarios d'émission de gaz à effet de serre sont consultables sur un site dédié publié par Météo-France en novembre 2022.

### Milieux naturels et biodiversité
Aucun espace naturel présentant un intérêt patrimonial n'est recensé sur la commune dans l'inventaire national du patrimoine naturel,,.

## Urbanisme

### Typologie
Au 1er janvier 2024, La Serpent est catégorisée commune rurale à habitat dispersé, selon la nouvelle grille communale de densité à 7 niveaux définie par l'Insee en 2022.
Elle est située hors unité urbaine et hors attraction des villes,.

### Occupation des sols
L'occupation des sols de la commune, telle qu'elle ressort de la base de données européenne d’occupation biophysique des sols Corine Land Cover (CLC), est marquée par l'importance des forêts et milieux semi-naturels (56,9 % en 2018), en diminution par rapport à 1990 (57,7 %). La répartition détaillée en 2018 est la suivante : 
forêts (44,7 %), zones agricoles hétérogènes (24,5 %), cultures permanentes (12,9 %), milieux à végétation arbustive et/ou herbacée (12,2 %), terres arables (3,2 %), prairies (2,5 %). L'évolution de l’occupation des sols de la commune et de ses infrastructures peut être observée sur les différentes représentations cartographiques du territoire : la carte de Cassini (XVIIIe siècle), la carte d'état-major (1820-1866) et les cartes ou photos aériennes de l'IGN pour la période actuelle (1950 à aujourd'hui).

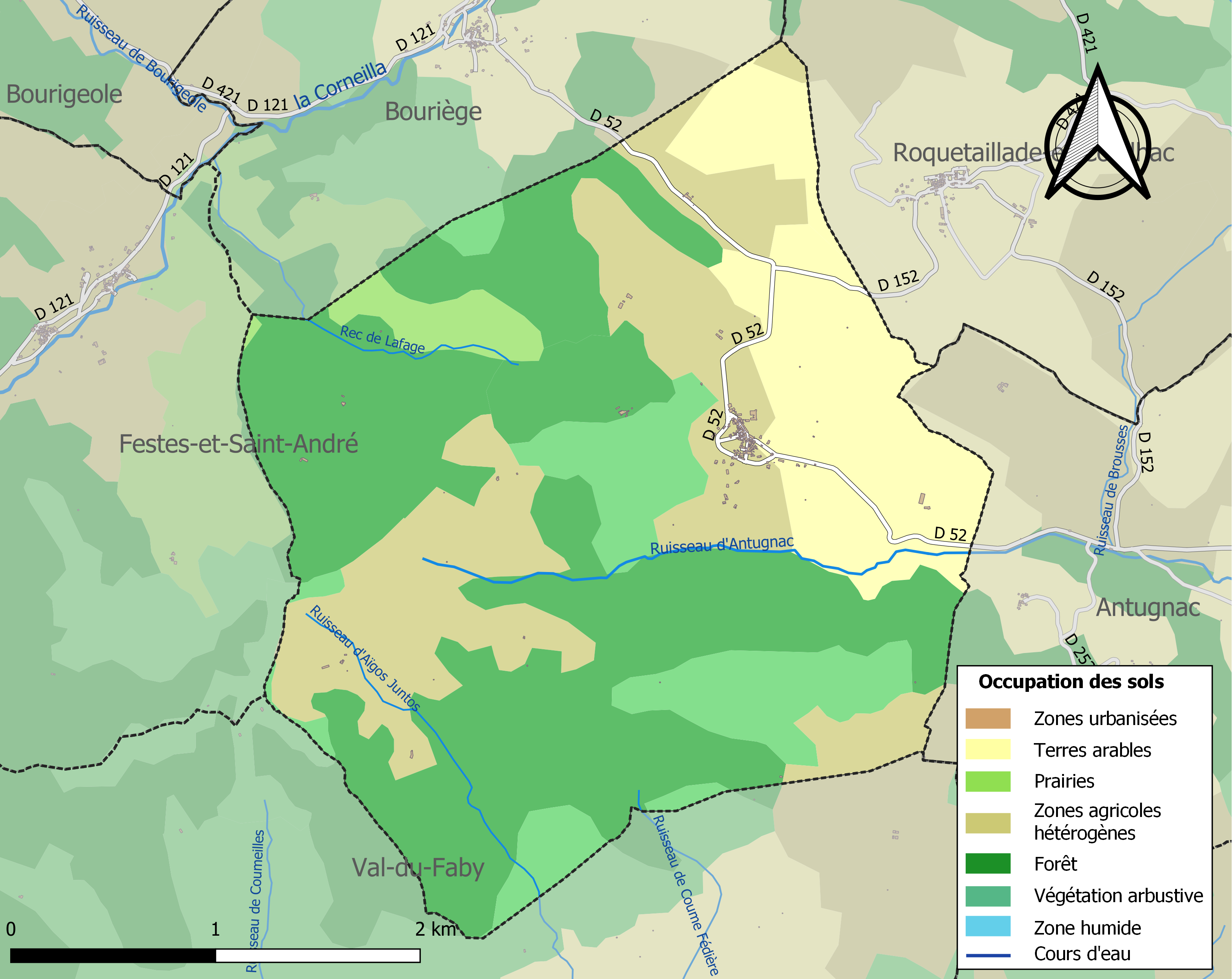
Carte des infrastructures et de l'occupation des sols de la commune en 2018 (CLC).

### Risques majeurs
Le territoire de la commune de La Serpent est vulnérable à différents aléas naturels : météorologiques (tempête, orage, neige, grand froid, canicule ou sécheresse), feux de forêts et séisme (sismicité modérée). Un site publié par le BRGM permet d'évaluer simplement et rapidement les risques d'un bien localisé soit par son adresse soit par le numéro de sa parcelle.

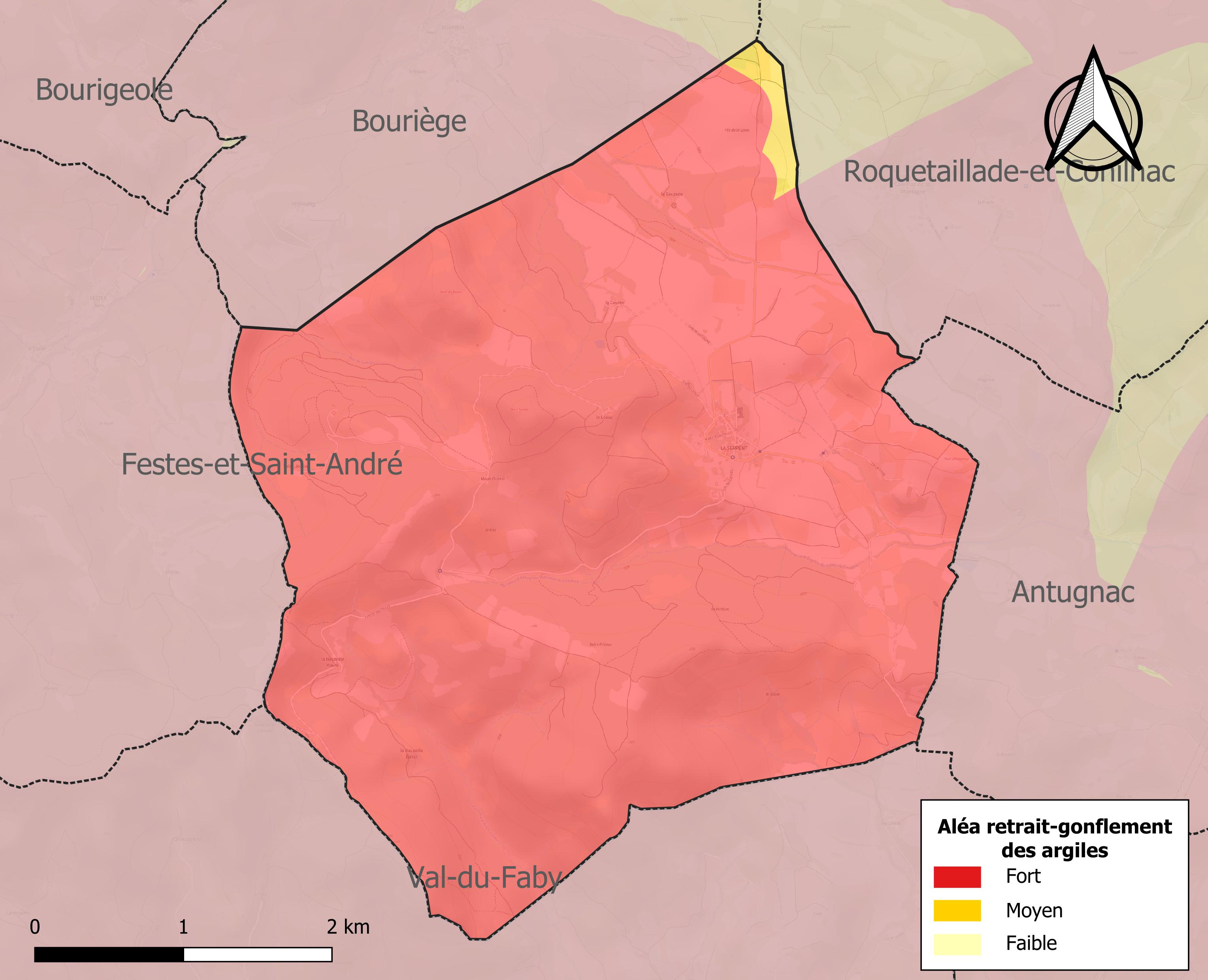
Carte des zones d'aléa retrait-gonflement des sols argileux de La Serpent.

Le retrait-gonflement des sols argileux est susceptible d'engendrer des dommages importants aux bâtiments en cas d’alternance de périodes de sécheresse et de pluie. La totalité de la commune est en aléa moyen ou fort (75,2 % au niveau départemental et 48,5 % au niveau national). Sur les 67 bâtiments dénombrés sur la commune en 2019, 67 sont en aléa moyen ou fort, soit 100 %, à comparer aux 94 % au niveau départemental et 54 % au niveau national. Une cartographie de l'exposition du territoire national au retrait gonflement des sols argileux est disponible sur le site du BRGM,.

## Histoire
Simple alleu dans les temps antiques du Haut Moyen Âge, le fief de La Serpent situé dans le Haut Razès se trouve mentionné pour la première fois en 1319 dans des documents relatifs au Salin de Carcassonne. Les seigneurs de La Serpent sont alors issus de la famille de Rivière. Ils doivent hommage pour La Serpent, Le Lion et Bouriège, aux seigneurs de Mirepoix, de la Maison de Lévis.
Située sur un promontoire duquel la vue s'étend au loin, La Serpent constitue un point d'observation stratégique qui est celui d'un  castrum. 
Au Moyen Âge, en rapport avec les caractéristiques de sa localisation, le nom antique que porte la seigneurie de La Serpent dans les manuscrits anciens, rédigés alors en langue latine, est : Castrum de Serpente, littéralement : le château, le fort, ou la place forte des Serpents.
Vers 1390, La Serpent change plusieurs fois de main. La seigneurie passe d’abord à la famille du Vivier, par le mariage de Gabelle de Rivière avec Gaucelin du Vivier. A l'occasion du mariage de leur fille, Gaillarde du Vivier, seigneuresse de La Tour en Fenouillèdes, avec François de Belcastel, elle devient une des possessions de la famille de Belcastel,. En 1432, Bernard Guillaume de Belcastel rend hommage à Philippe II de Lévis pour les lieux de Bouriège, Le Lion et La Serpent. En 1441, Gausselin de Belcastel, seigneur du Vivier, réitère cet hommage à Philippe II de Lévis.
Entre 1444 et 1452, le fief de La Serpent change par deux fois de seigneur. En effet, en 1444, Noble Roger de Senesplède en est le titulaire, il en rend hommage à Jean IV de Lévis.
Au milieu du XVe siècle, la seigneurie de La Serpent avec son château est acquise par la famille Dax, une très ancienne famille originaire de Carcassonne qui donna plusieurs consuls de la Cité au Moyen Âge et resta présente à Axat jusqu'à l'orée du XXe siècle. C'est Arnaud Dax, consul de Carcassonne qui en fait l'acquisition, il est également seigneur d'Axat, d'Artigues (Aude), de Cailla, Le Clat, Leuc, Trèbes et autres places. Aussi, en 1459, « Noble Arnaud Dax » rend-il à son tour hommage pour la seigneurie de La serpent, à Jean IV de Lévis. En 1479, date de la mort d’Arnaud Dax son père, Jean I Dax seigneur de La Serpent, d'Axat et autres places, « héritier des seigneuries de Leuc, de la Serpent, d’Axat, Gaix, Artigues et Trevas », rend hommage à Jean IV de Lévis pour les seigneuries de La Serpent, Bouriège et du Lion, pour la quatrième part des lieux de Roquetaillade, Conilhac, du Vilars, de Pechtremaut, de Cazilhac, de Mornac et de Saint-Sauveur, ainsi que pour des fiefs nobles situés dans les lieux d’Alet, Rennes-le-Château et Antugnac. En 1493, il renouvellera cet hommage à l’adresse de Jean V de Lévis.
Ce même Jean I Dax, conseiller, grand chambellan du roi Charles VIII et Grand prévôt des maréchaux de France au royaume de Sicile est aux côtés du roi lors de son départ pour la 1re guerre d'Italie, il est, à cette époque reculée, encore qualifié de l'antique nom de « seigneur de Serpente »
Au XVIe siècle, le château de La Serpent est souvent mentionné au cours des guerres de Religion pour avoir servi de prison de transit pour les « religionnaires » capturés dans la région.
Un texte ancien d'une haute valeur historique, du XVIIe siècle qui concerne directement l'histoire de La Serpent au Moyen Âge a été déplacé sur la page de discussion de La Serpent où il peut être consulté (cliquer en haut à gauche sur « Discussion »).
A la fin du XVIIe siècle, à la suite du mariage d'une fille de la branche de La Serpent de la famille Dax avec le fils du marquis de Béon, la famille de Béon reçoit en dot la seigneurie de la Serpent, transmise avec le château. Les jeunes époux donnent à l'édifice que nous connaissons aujourd'hui sa forme définitive depuis le début du XVIIIe siècle, leurs descendants y vivent jusqu'au XIXe siècle.
Époque révolutionnaire :
Huit pluviôse an X suppression du canton d'Alet-les-Bains, La Serpent est rattaché au canton de Quillan. Dix-sept nivôse an XIII, La Serpent est rattachée au canton de Couiza.

## Politique et administration
| Période                                  | Période  | Identité         | Étiquette | Qualité |
| ---------------------------------------- | -------- | ---------------- | --------- | ------- |
| avant 1981                               | ?        | François Bourrel | PS        |         |
| mars 2001                                | 2008     | Alain Boursier   |           |         |
| mars 2008                                | en cours | Corinne Laffond  |           |         |
| Les données manquantes sont à compléter. |          |                  |           |         |

## Démographie
| 1793 | 1800 | 1806 | 1821 | 1831 | 1836 | 1841 | 1846 | 1851 |
| ---- | ---- | ---- | ---- | ---- | ---- | ---- | ---- | ---- |
| 304  | 294  | 352  | 292  | 229  | 306  | 320  | 310  | 308  |

| 1856 | 1861 | 1866 | 1872 | 1876 | 1881 | 1886 | 1891 | 1896 |
| ---- | ---- | ---- | ---- | ---- | ---- | ---- | ---- | ---- |
| 273  | 264  | 265  | 237  | 227  | 247  | 229  | 210  | 188  |

| 1901 | 1906 | 1911 | 1921 | 1926 | 1931 | 1936 | 1946 | 1954 |
| ---- | ---- | ---- | ---- | ---- | ---- | ---- | ---- | ---- |
| 192  | 193  | 195  | 160  | 177  | 181  | 158  | 155  | 121  |

| 1962 | 1968 | 1975 | 1982 | 1990 | 1999 | 2004 | 2006 | 2009 |
| ---- | ---- | ---- | ---- | ---- | ---- | ---- | ---- | ---- |
| 114  | 106  | 95   | 91   | 85   | 77   | 74   | 72   | 79   |

| 2014 | 2019 | 2022 | - | - | - | - | - | - |
| ---- | ---- | ---- | - | - | - | - | - | - |
| 85   | 95   | 95   | - | - | - | - | - | - |

## Économie

### Emploi
| Division       | 2008   | 2013   | 2018   |
| -------------- | ------ | ------ | ------ |
| Commune        | 11,8 % | 6,4 %  | 14 %   |
| Département    | 10,2 % | 12,8 % | 12,6 % |
| France entière | 8,3 %  | 10 %   | 10 %   |

En 2018, la population âgée de 15 à 64 ans s'élève à 49 personnes, parmi lesquelles on compte 74 % d'actifs (60 % ayant un emploi et 14 % de chômeurs) et 26 % d'inactifs,. Depuis 2008, le taux de chômage communal (au sens du recensement) des 15-64 ans est supérieur à celui de la France et du département.
La commune est hors attraction des villes,. Elle compte 13 emplois en 2018, contre 17 en 2013 et 13 en 2008. Le nombre d'actifs ayant un emploi résidant dans la commune est de 30, soit un indicateur de concentration d'emploi de 42,6 % et un taux d'activité parmi les 15 ans ou plus de 46,3 %.
Sur ces 30 actifs de 15 ans ou plus ayant un emploi, 10 travaillent dans la commune, soit 32 % des habitants. Pour se rendre au travail, 87,1 % des habitants utilisent un véhicule personnel ou de fonction à quatre roues, 6,5 % s'y rendent en deux-roues, à vélo ou à pied et 6,5 % n'ont pas besoin de transport (travail au domicile).

### Activités hors agriculture
8 établissements sont implantés  à la Serpent au 31 décembre 2019.
Le secteur de l'industrie manufacturière, des industries extractives et autres est prépondérant sur la commune puisqu'il représente 37,5 % du nombre total d'établissements de la commune (3 sur les 8 entreprises implantées à La Serpent), contre 8,8 % au niveau départemental.

### Agriculture
|               | 1988 | 2000 | 2010 | 2020 |
| ------------- | ---- | ---- | ---- | ---- |
| Exploitations | 21   | 6    | 7    | 3    |
| SAU (ha)      | 204  | 77   | 122  | 72   |

La commune est dans le Razès, une petite région agricole occupant l'ouest du département de l'Aude, également dénommée localement « Volvestre et Razès ». En 2020, l'orientation technico-économique de l'agriculture  sur la commune est la viticulture. Trois exploitations agricoles ayant leur siège dans la commune sont dénombrées lors du recensement agricole de 2020 (21 en 1988). La superficie agricole utilisée est de 72 ha,,.

## Culture locale et patrimoine

### Lieux et monuments

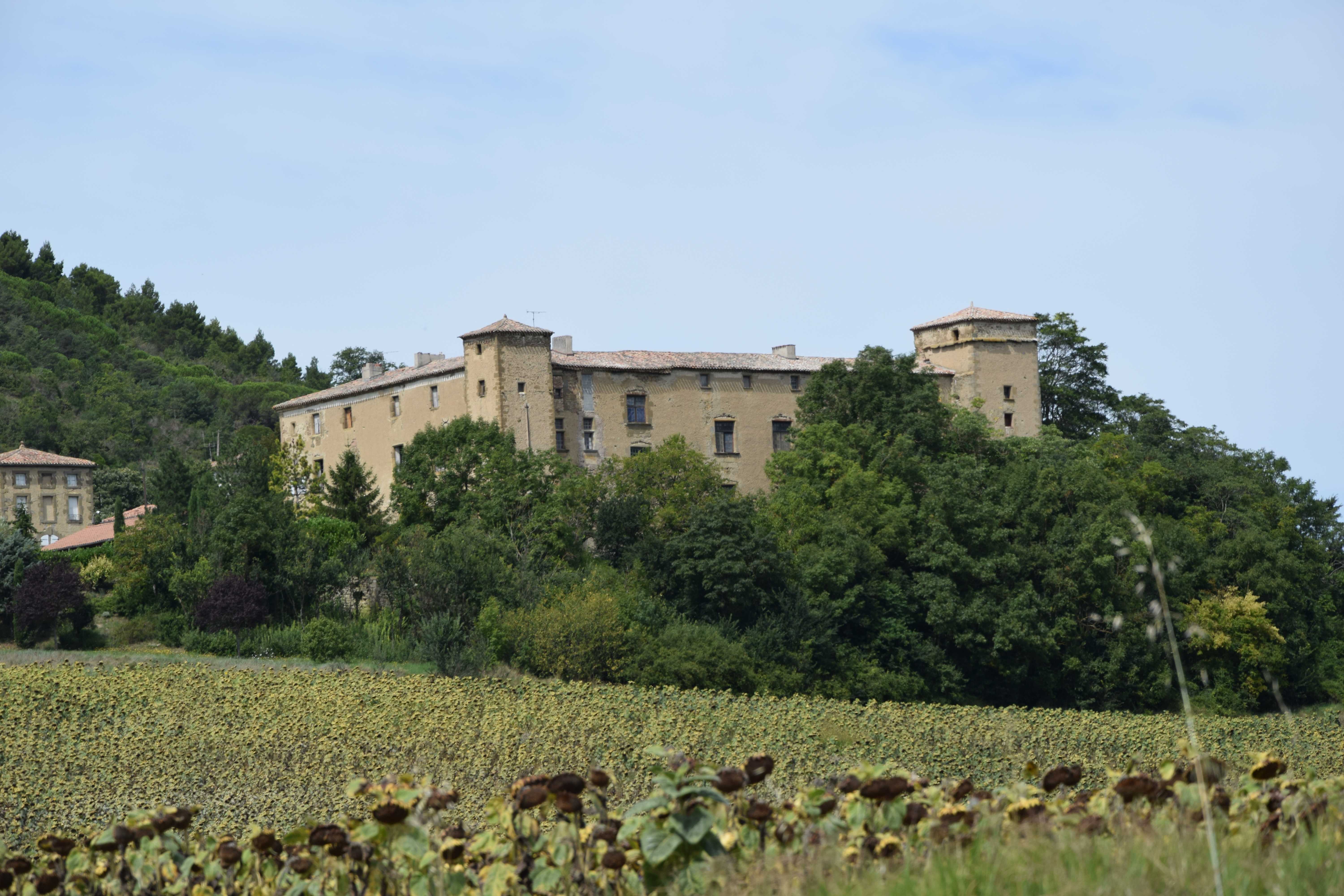
Le château de La Serpent

- Église dédiée à saint Étienne, construite par Hercule de Dax[32], seigneur de La Serpent. La famille Dax y possédait l'une de ses sépultures seigneuriales.
- Magnifique château datant principalement des XVIe siècle et XVIIe siècle. Situé sur les coteaux, surplombant l’entrée du village et l'église, il représente une réduction architectonique du château de Versailles[33] et fut édifié sur l'emplacement d'un château fortifié plus ancien, datant du Moyen Âge.

## Vie locale

### Festivités
Toques et clochers.

### Personnalités liées à la commune
- La famille Dax, originaire de Carcassonne, fut liée à La Serpent depuis le milieu du XVe siècle, lorsque ses représentants devinrent seigneur de La Serpent. Parmi eux s'est notamment distingué Jean I Dax seigneur de La Serpent, d'Axat et autres places, conseiller, grand chambellan du roi Charles VIII et Grand prévôt des maréchaux de France au royaume de Sicile, il est à cette époque reculée, encore qualifié de l'antique nom de « seigneur de Serpente »[23]
- La famille de Béon qui, à la suite du mariage d'une fille de la branche de La Serpent de la famille Dax à la fin du XVIIe siècle avec le fils du marquis de Béon, reçut en dot la seigneurie de la Serpent, transmise avec le château. Elle y demeure, jusqu'au XIXe siècle.

### Héraldique
| La Serpent | Son blasonnement est : D'azur à la fasce componée d'argent et de gueules. |